# Buggerru
Buggerru (sardinsky: Bugèrru) je italská obec (comune) v provincii Sud Sardegna v regionu Sardinie. Nachází se ve výšce 51 metrů nad mořem a má přibližně 1 000 obyvatel. Rozloha obce je 48,33 km².